# Жан-Ролан Мале
Жан-Ролан Мале (фр. Jean-Roland Malet; XVII століття — 12 квітня 1736, Париж) — французький історик фінансів і член Французької академії.

## Біографія
Жан-Ролан Мале був сином столяра. Він зробив кар'єру у фінансовій адміністрації короля і піднявся до найближчого помічника міністра фінансів Нікола Демаре (1648—1721, міністр 1708—1715). 1713 року Мале написав оду, присвячену королю, а 1714 року за підтримки Демаре був обраний до Французької академії (крісло № 40). Він зберіг свою посаду в наступників Демаре. 1720 року написав історію французьких державних фінансів з часів Генріха IV, яка була опублікована лише в 1789 році. Нині ця праця визнана унікальним історичним документом.

## Вибрані праці
- Comptes rendus de l'Administration des Finances du Royaume de France, pendant les 11 dernières années du Règne de Henri IV, le Règne de Louis XIII, et soixante-cinq années de celui de Louis XIV, ouvrage posthume de M. Mallet. London 1789. Buisson, Paris 1789.